# Metro van Recife
De Metro van Recife (Portugees: Metrô do Recife, verkort Metrô of MetroRec) is het metrostelsel van Recife, de hoofdstad van de Braziliaanse staat Pernambuco. Hij bestaat uit twee lijnen met een lengte van 40 kilometer, waaraan in totaal 28 stations gelegen zijn. Ruim 200.000 reizigers maken per dag gemiddeld gebruik van het systeem. De exploitatie van de metro is in handen van CBTU, een voormalig Braziliaans staatsbedrijf dat de laatste jaren opgesplitst is en tegenwoordig in dienst staat van lokale overheden. Bijzonder aan de metro is dat ter aanduiding van de stations naast een naam ook een pictogram per metrostation wordt gebruikt. 

## Lijnen
Het systeem bestaat uit een centrale lijn en zuidelijke lijn. Eerstgenoemde, de Linha Centro verloopt vanaf het schilderachtige centrum van de stad in westelijke richting. De Linha Sul verbindt Recife’s internationale luchthaven met de metro en sluit  zuidelijke delen van de stad aan op het netwerk.
De centrale lijn maakt gebruik van het tracé van een oude spoorbaan, waar eerder stoptreinen dienstdeden. Na station Coqueiral vertakt het spoor in tweeën. De treindiensten kennen zodoende twee verschillende bestemmingen, Camaragibe en Jaboatão. Tussen 1985 en 2002 werd de met rood aangeduide lijn geopend en meerdere malen uitgebreid. Het gebruik van pictogrammen en kleuren als methode van onderscheid tussen de stations is opmerkelijk.
De zuidelijke lijn opende in februari 2005 met enige jaren vertraging door financiële problemen. Na drie uitbreidingen bereikte de blauwe lijn het huidige eindpunt, Cajueiro Seco. Er zijn plannen om ook het bestaande spoor ten zuiden van Cajueiro Seco te verdubbelen en geschikt te maken voor de metrostellen.
Het merendeel van de stations biedt een overstapmogelijkheid op busvervoer; dit middel van vervoer wordt zeer veel gebruikt in Recife en in Brazilië in het algemeen.
| #      | Eindbestemmingen               | Geopend     | Lengte  | Stations |
| ------ | ------------------------------ | ----------- | ------- | -------- |
| Centro | Recife ↔ Camaragibe / Jaboatão | 1985 – 2002 | 26,9 km | 18       |
| Sul    | Recife ↔ Cajueiro Seco         | 2005 – 2009 | 14,3 km | 12       |
| Totaal | Totaal                         | 1985 – 2009 | 39,7 km | 28       |

## Galerij

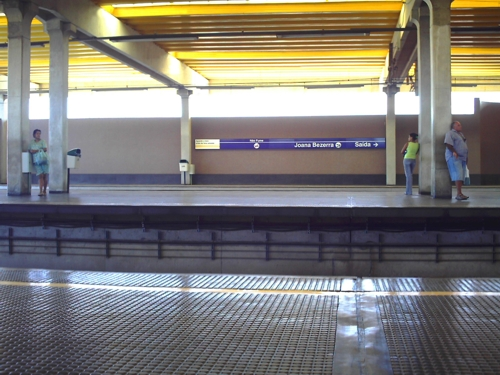
Station Joana Bezerra
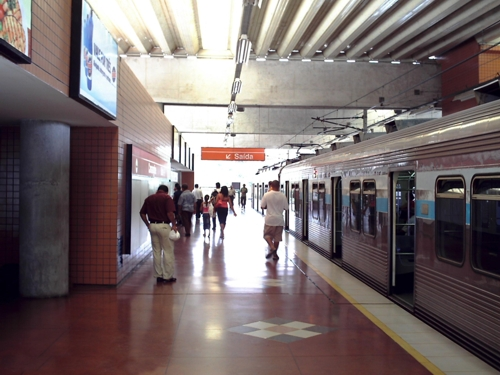
Station Camaragibe
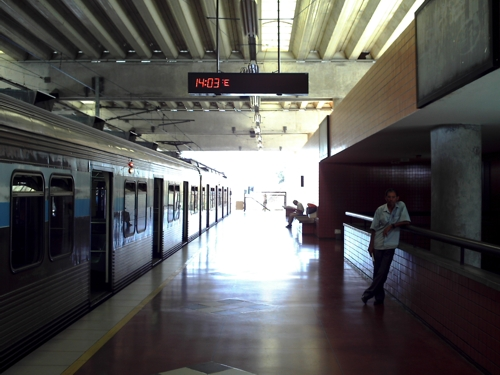
Camaragibe vanaf de andere zijde
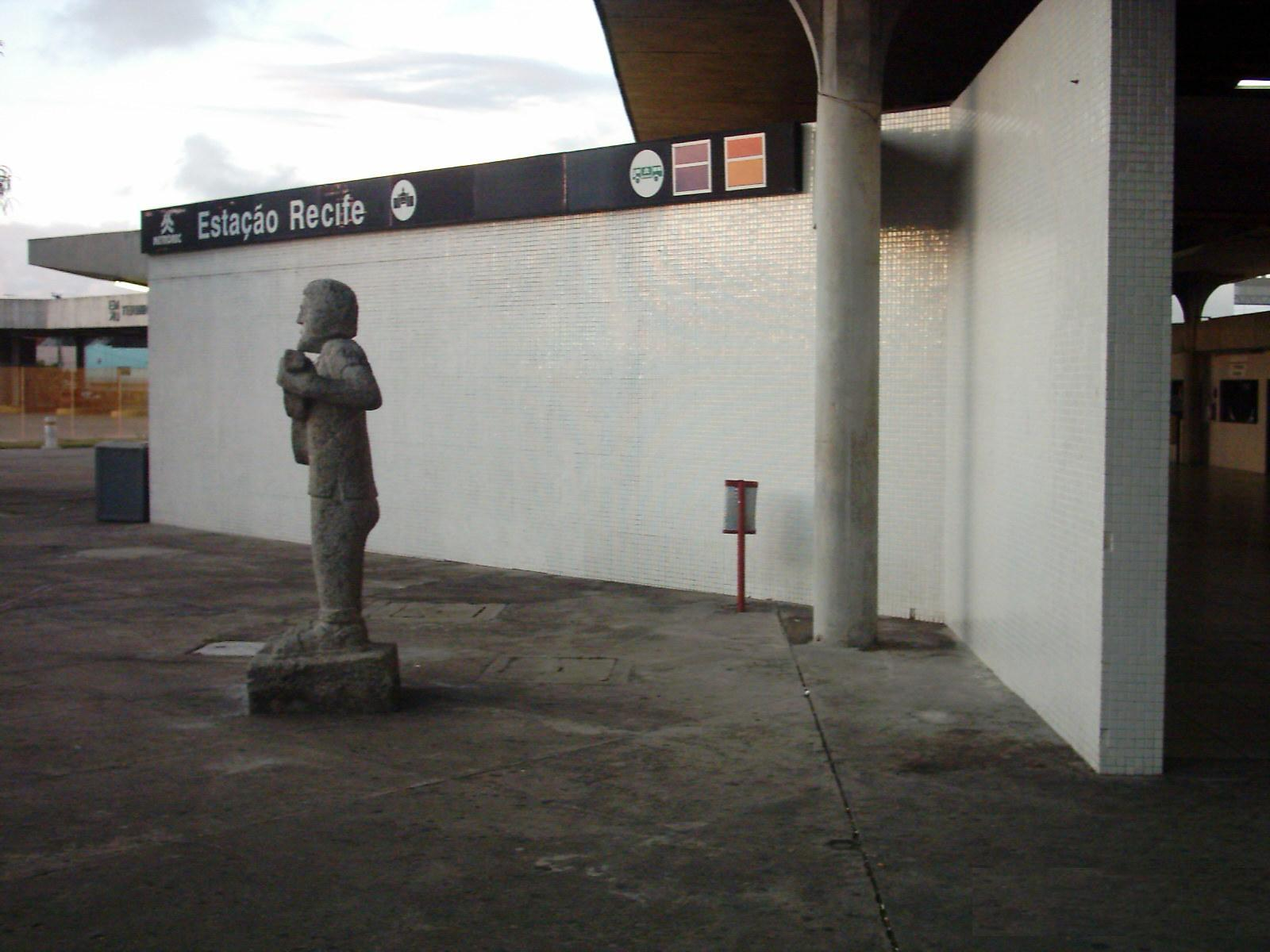
Station Recife, in het oude São José